# 名所賀稲荷神社
名所賀稲荷神社（めいしょがいなりじんじゃ）は、京都府京丹後市大宮町周枳（すき）小字向地名所カにある神社。

## 祭神
- 倉稲魂命（うかのみたまのみこと）

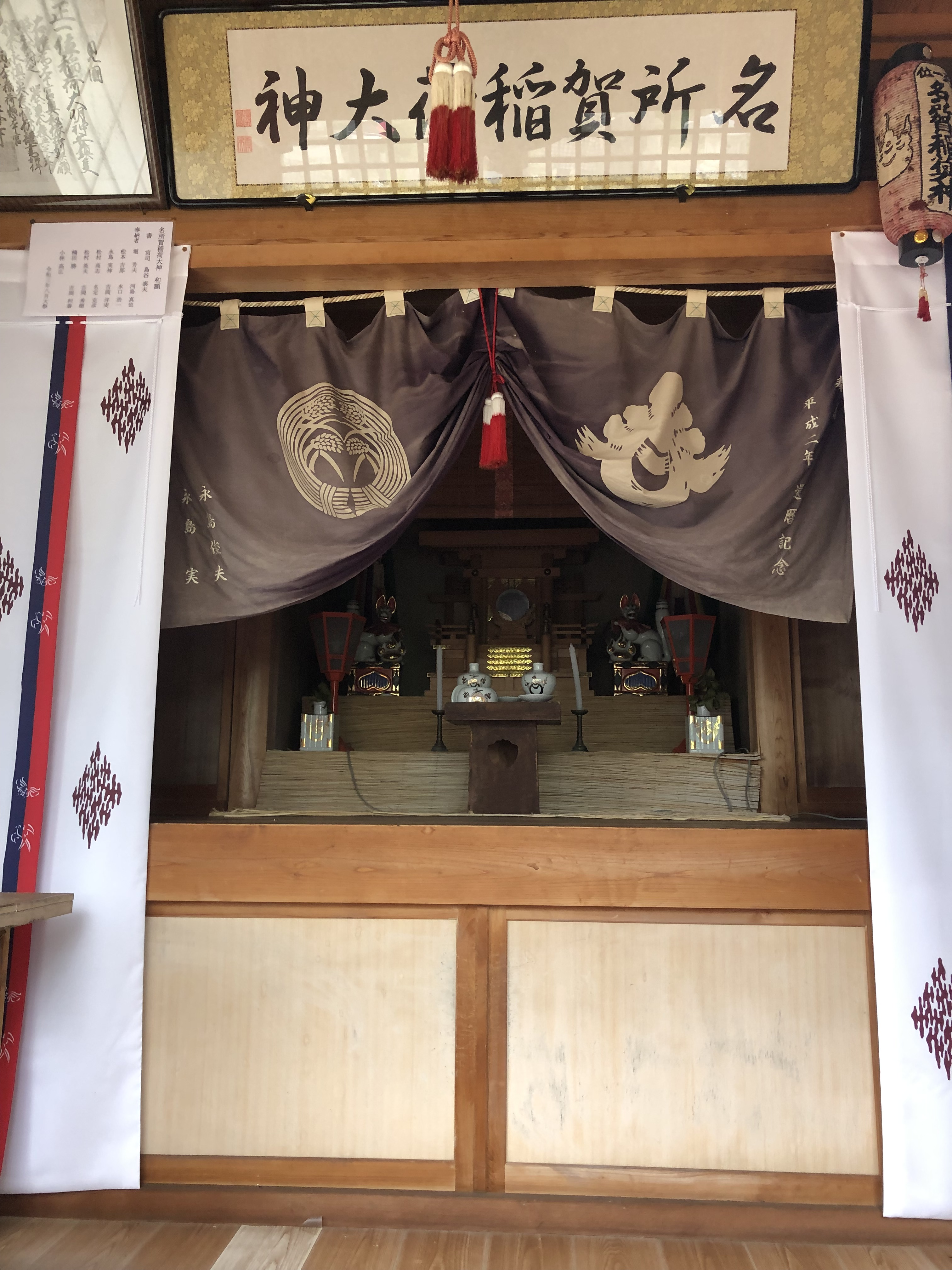
名所賀稲荷神社内

## 由緒
古く社地の丘陵地を飯岡（いいおか）、飯岡（めしおか）と言っていたのが、名所カとなり、そこから名所賀稲荷神社と称するようになった。

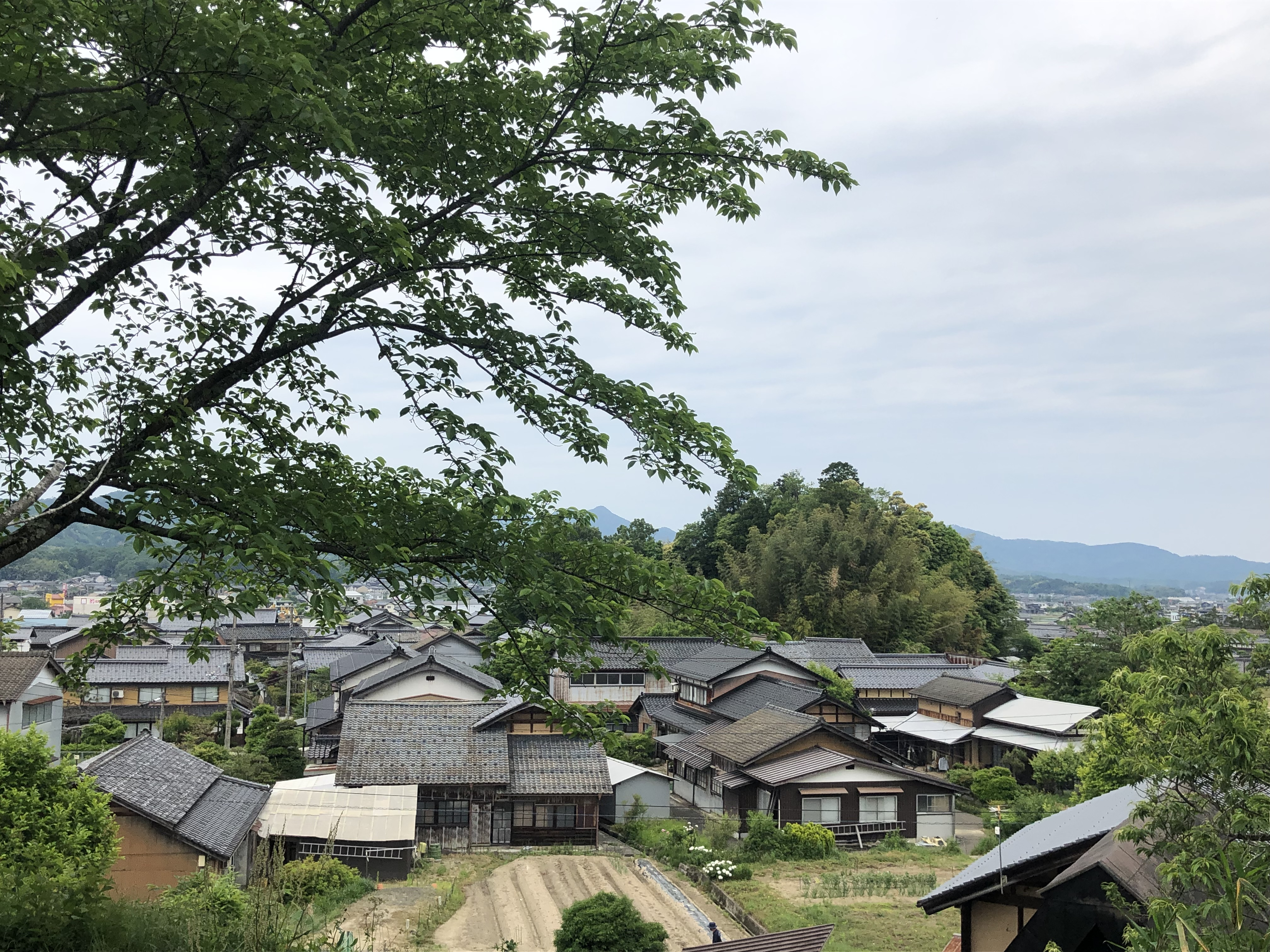
名所賀稲荷神社眺望

## 歴史
天保5年（1834年）に稲荷講の本村の直右衛門・金治郎が、名所ヶの持山を提供して社殿を建立。弘化2年（1845年）9月、伏見の日本稲荷総本宮の愛染寺より勧進印可書を受け、稲荷大明神として祀られた。
1902年（明治35年）に社殿を改築、毎月13日を祭日とした。稲荷信仰の時運により、1975年（昭和50年）12月14日社殿、付属建築物、境内の整備をして、面目を一新した。

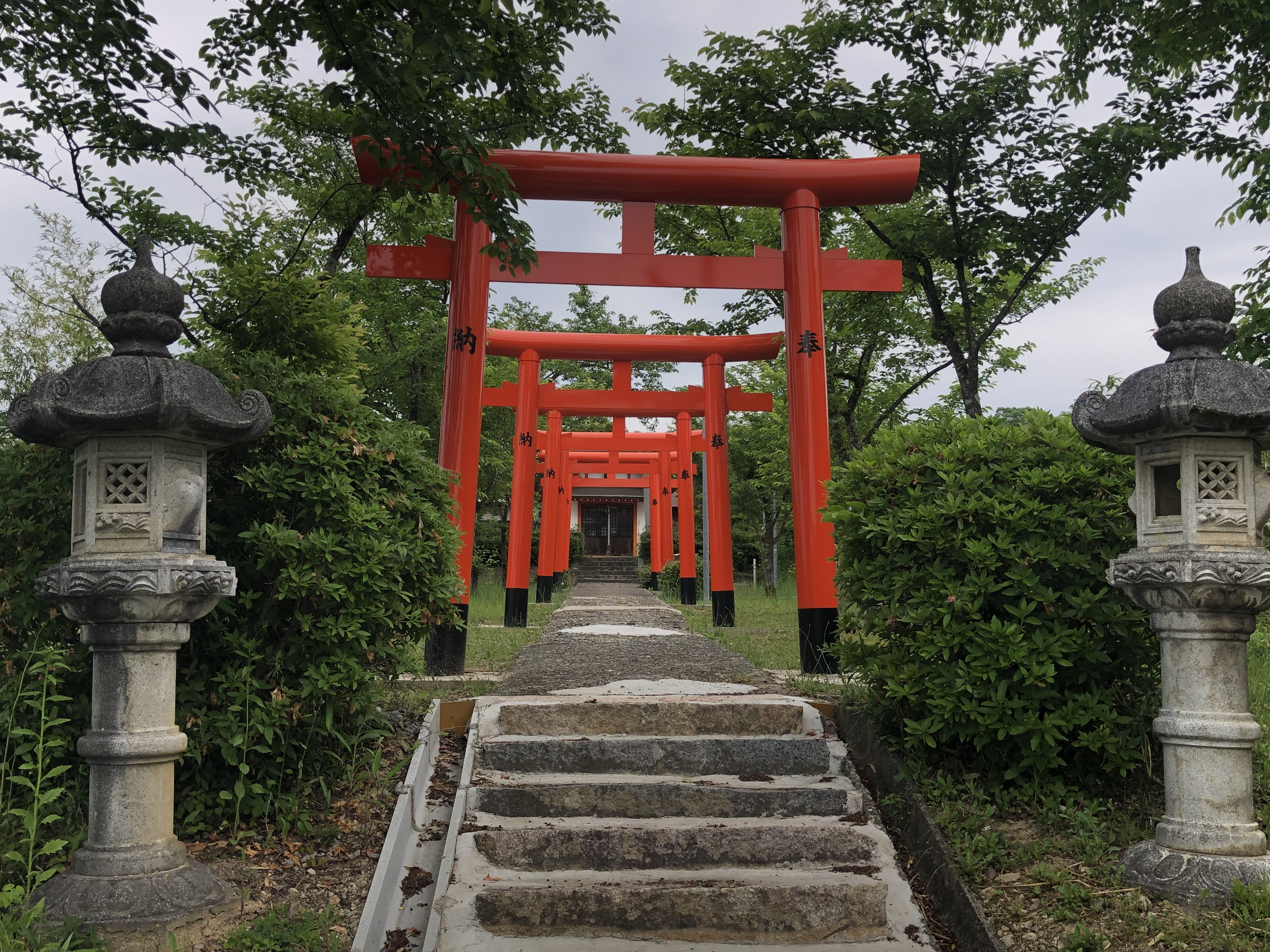
名所賀稲荷神社(周枳)鳥居

## 祭事
主な祭事は次の通り。
- 正月（1月1日）
- 3月、9月第1日曜

## 現地情報
所在地
- 京都府京丹後市大宮町周枳

交通アクセス
- 鉄道：WILLER TRAINS（京都丹後鉄道）宮豊線（宮津線）京丹後大宮駅（徒歩約30分）
- 車
  - 山陰近畿自動車道 京丹後大宮ICから、約3km

周辺
- 大宮売神社